# برج موشيه أفيف
برج موشيه أفيف (بالعبرية: מגדל משה אביב) وكان يُعرف سابقًا بـ برج بوابة المدينة (بالعبرية: מגדל שער העיר). هو ناطحة سحاب تقع قرب منطقة البورصة في مدينة رمات غان الإسرائيلية. يصل ارتفاعه إلى 233 مترًا، ويبلغ عدد طوابقه 68 طابقًا. كان يعتبر البرج الأعلى في إسرائيل حتى عام 2016 حيث أن برج عزرائيلي شارونا يعلوه ب 3.5 أمتار. بعد وفاة مؤسس البرج موشيه أفيف حمل البرج اسمه، بعدما كان يسمى بوابة المدينة.
وتستخدم معظم طوابق البرج للمكاتب، ويتم استخدام 12 من الطوابق العليا للأغراض السكنية. مساحة البرج تضم ما يقرب من 63000 متر مربع للمكاتب،(17000 قدم مربع) و الإقامة 1200 متر مربع. يبلغ وزنه الكلي 160000 طن. يحوي على 1230 موقف للسيارات و98 شقة و24 مصعدا. وتشير التقديرات إلى أن أكثر من 5000 شخص يعملون في المبنى، وتعد تكلفة بناءه أكثر من 130 مليون دولار. وقد استغرق تشييده وقتا قصيرا نسبيا.

## معرض صور

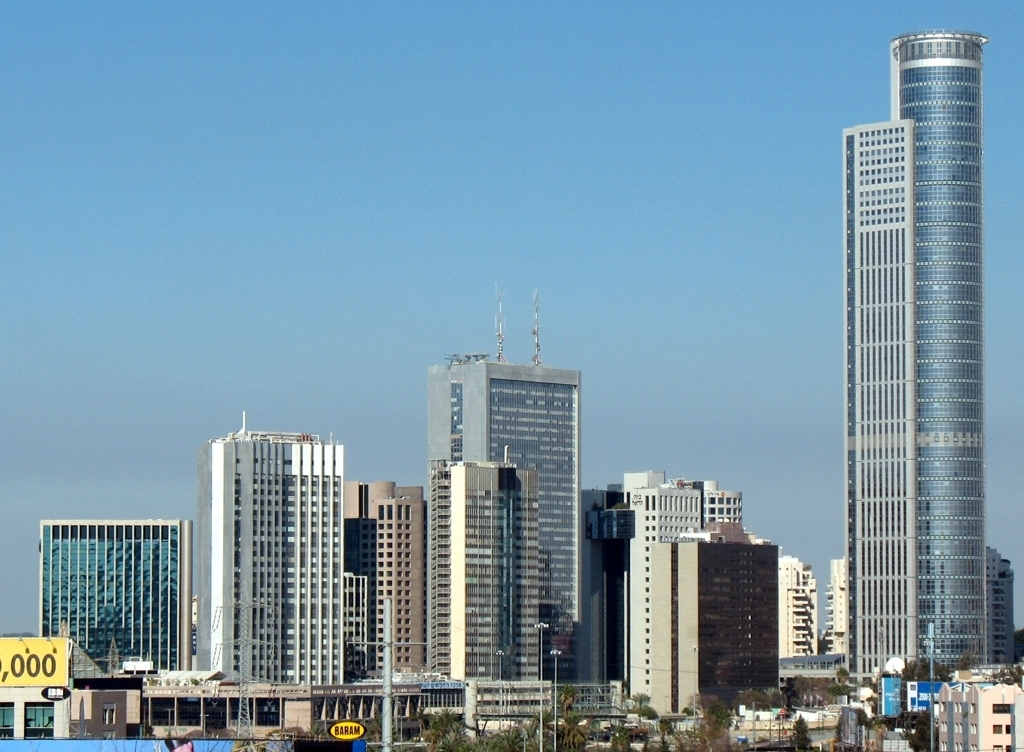
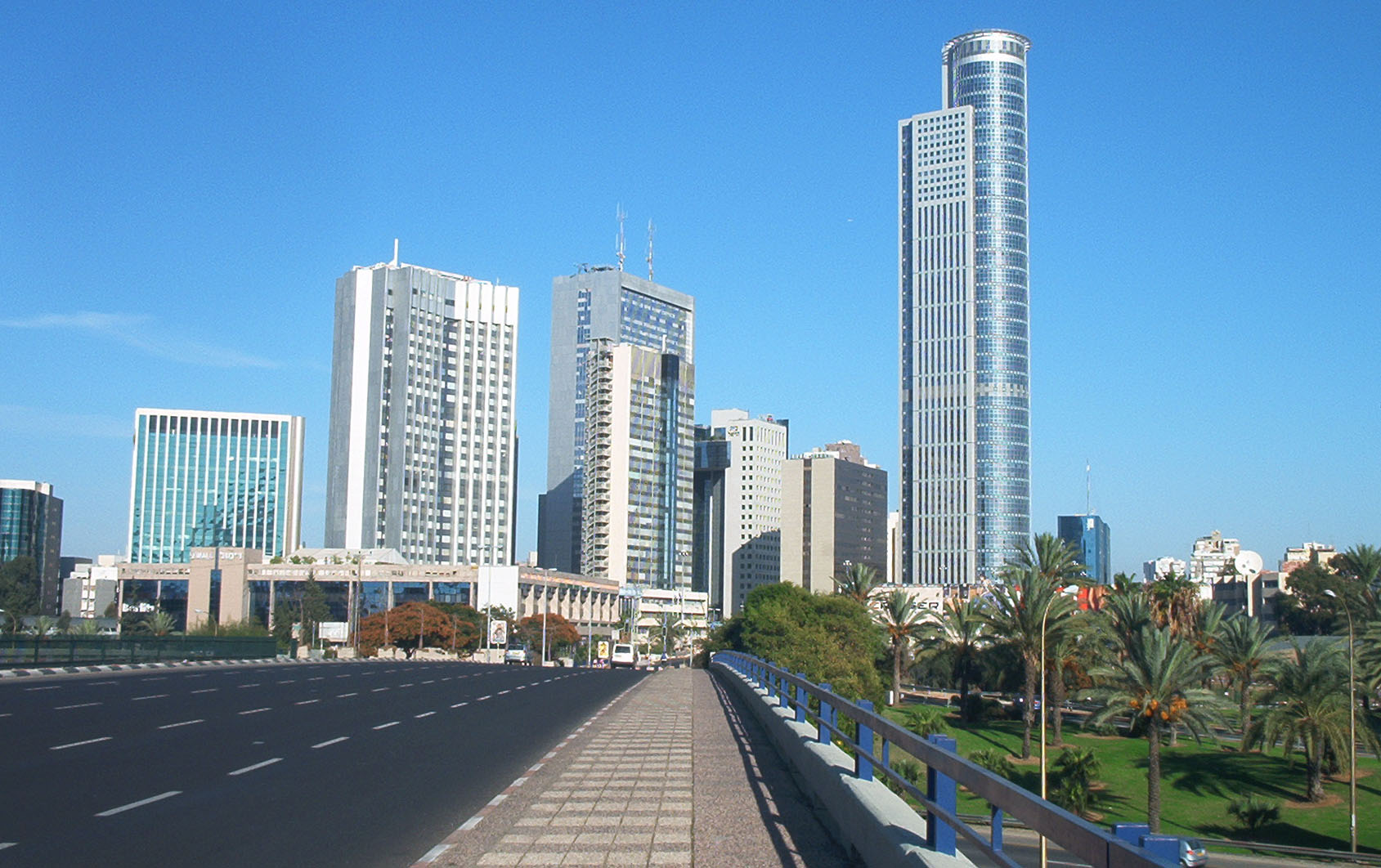
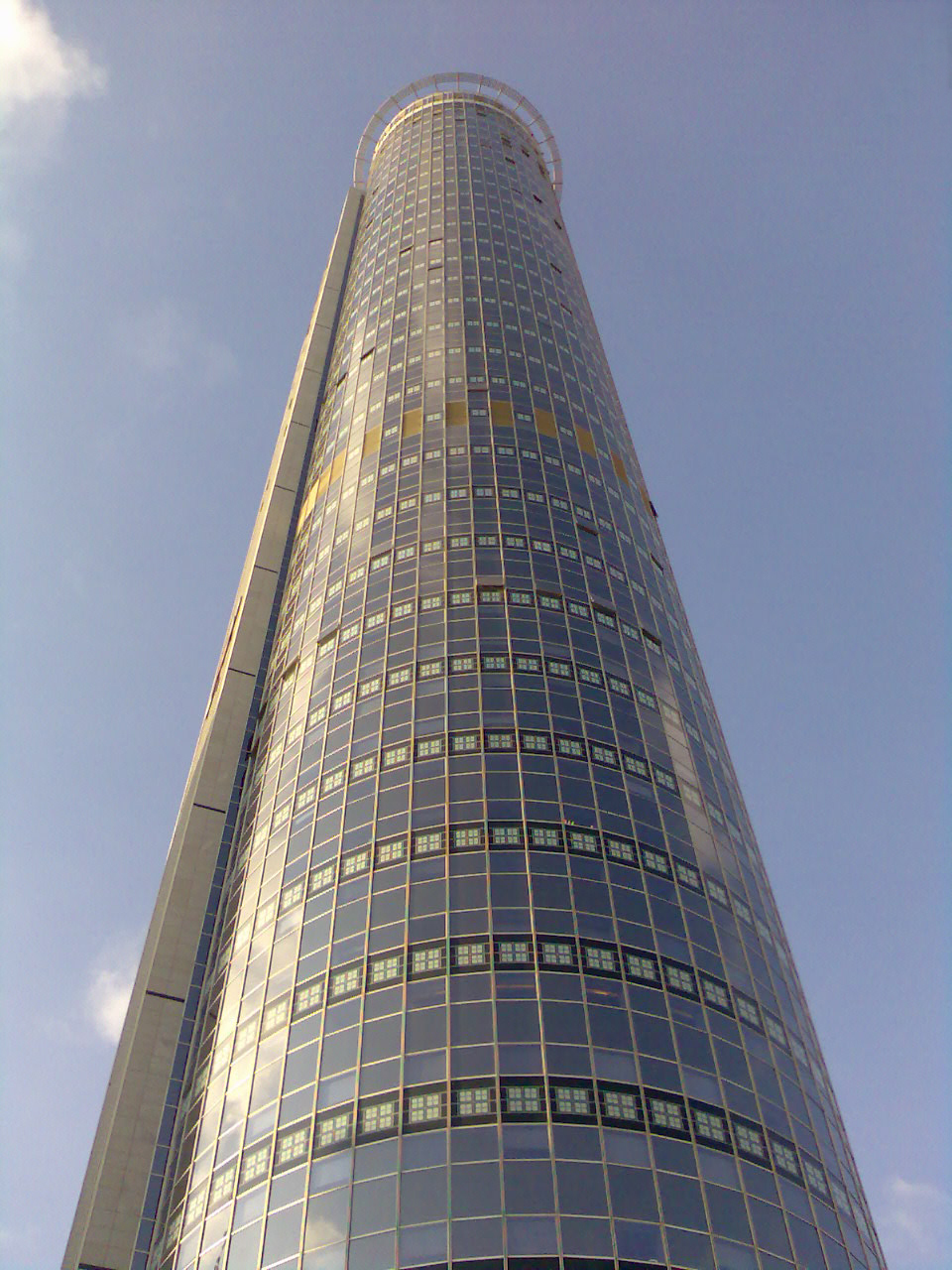
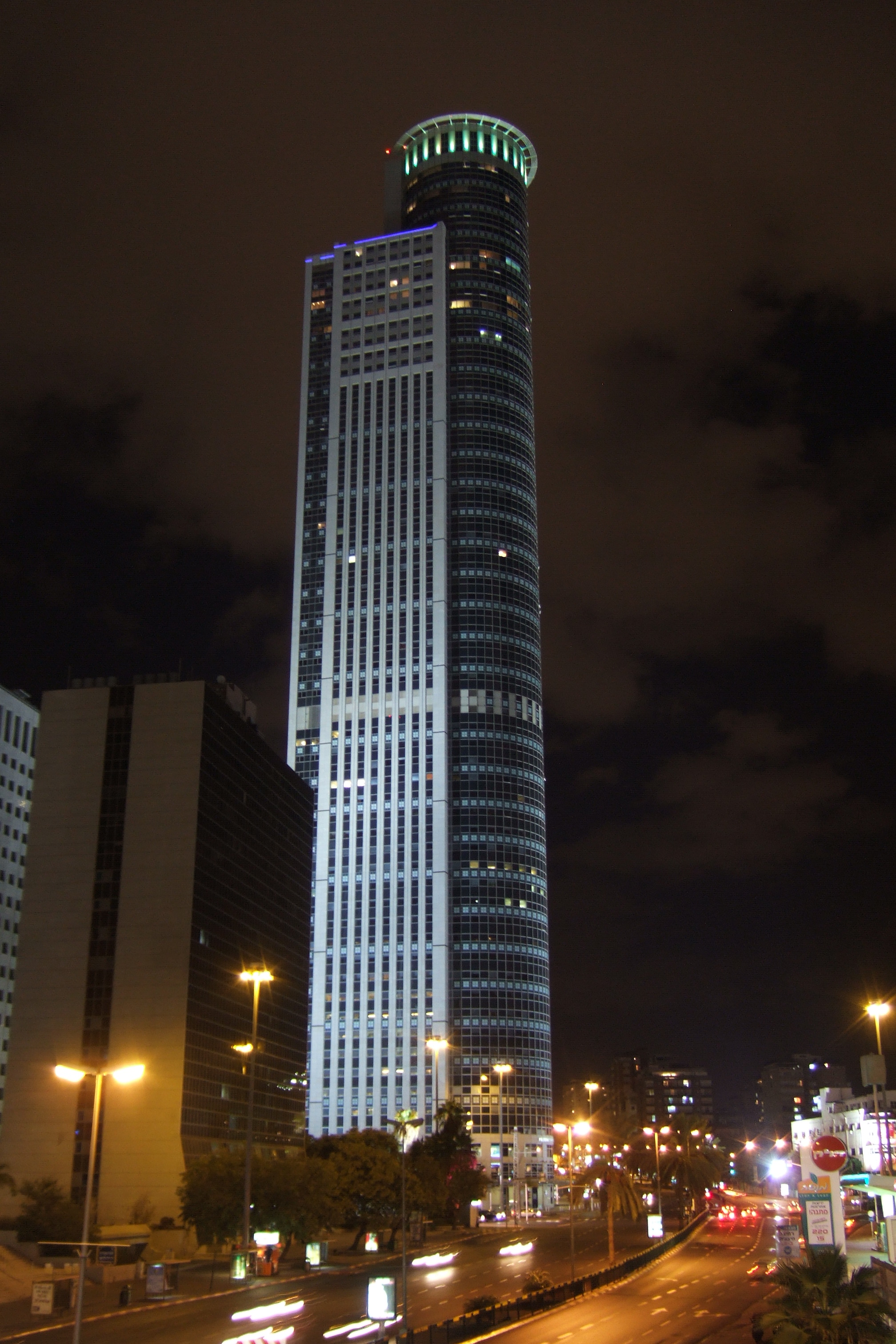

## وصلات خارجية
- بوابة المدينة